# 핼리 혜성

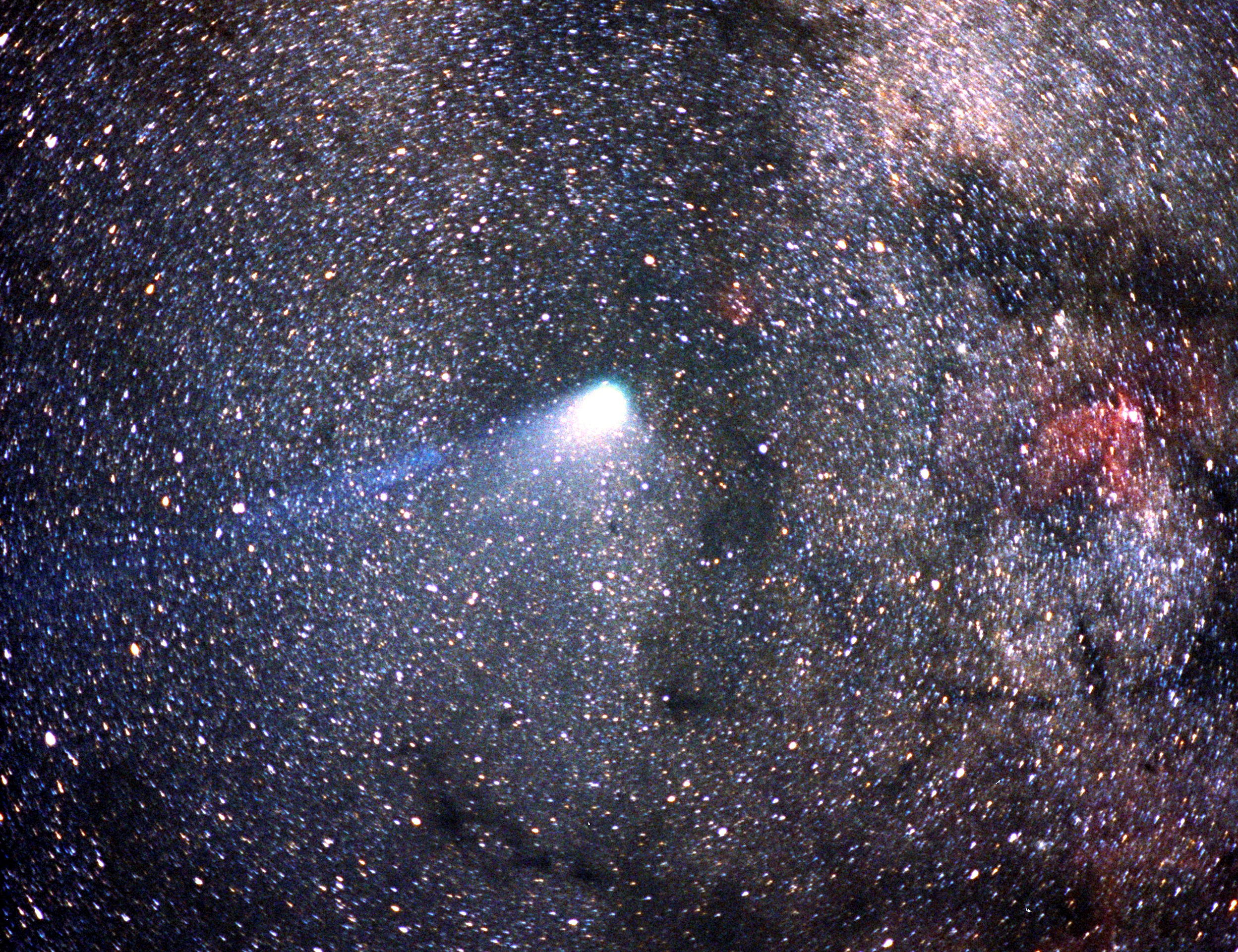
1986년의 핼리 혜성

핼리 혜성(공식 명칭은 1P/Halley)은 그 주기와 다음 접근 시기를 예측한 에드먼드 핼리의 이름을 딴 혜성으로, 약 75~76년을 주기로 지구에 접근하는 단주기 혜성이다. 지상에서 맨눈으로 관측 가능한 유일한 단주기 혜성이기도 하다. 다른 더 밝은 혜성들도 존재하지만 그런 혜성들은 몇 천년에 한번 정도 나타난다. 마지막으로 관측된 연도는 1986년 2월 9일이었으며, 다음 접근 시기는 2061년 7월 28일로 예측된다.

## 성분, 밀도
핼리혜성은 대부분 얼음과 먼지로 이루어져 있다. 얼음의 80%는 물이 얼어붙은 것이고, 일산화탄소가 얼어붙은 것이 약 15%를 차지한다. 나머지는 이산화탄소, 메탄, 암모니아가 얼어붙은 것이다. 다른 혜성들도 화학적으로 비슷한 구성을 이루고 있다. 그에 반해 밀도는 작은 여행용 가방 크기 정도에 불과하다.

## 관측과 역사
핼리혜성은 태양 근처에 접근하면서 급격히 밝아져 쉽게 관측이 가능해진다. 마찬가지로, 태양으로부터 멀어지면서 급격하게 어두워진다.
기록상으로는 기원전 240년경 중국 천문학자에 의해 최초로 관측되었고, 1531년 이후 계속 관측되고 있다.
1909년 8월, 핼리혜성이 태양에서 4억 8,000만 km 떨어져 있을 때 사진을 찍었다. 그리고, 1910년 4월에는 태양에서 8,900만 km 떨어진 거리까지 접근했다. 그 뒤, 1982년 10월 16일 미국 팔로마 천문대에서 발견됐다.

### 조선에서의 출현 및 관련 기록
조선에서는 특히 반란이나 쿠데타의 징조로 혜성을 해석하곤 했는데, 혜성이 흰 빛을 띠면 장군이 역모를 일으키며 꼬리가 길고 클수록 재앙이 크다고 생각했다.
- 1456년 : 조선 세조 때 혜성의 출현으로 성삼문 등 사육신으로 후대에 칭하는 이들이 거사를 도모하였다는 기록이 조선왕조실록에 나타나 있다. 하지만 5일 후 성균사예 김질의 밀고로 실패로 돌아갔다.
- 1531년 : 조선 중종 때 좌의정까지 오른 김안로는 권력을 남용하다 세자 호(峼)를 보호한다는 명분으로 계비인 문정왕후를 폐위하려다 발각되어 1537년 사약을 받았다. 조선왕조실록은 다음과 같이 기록하였다.

혜성이 보이는 조짐의 응보는 큰 것이다. 김안로가 등용되자마자 혜성의 요괴로움이 바로 나타나니, 하늘이 조짐을 보임이 그림자와 메아리보다도 빠른 것이다.

- 1607년 : 조선 선조 때로 왜란 전후의 어수선한 혼란으로부터 점차 안정을 다지던 무렵이었다. 공교롭게도 그해 선조는 병석에 누워 다음해 사망에 이른다. 조선왕조실록에는 다음의 기록이 남아 있다.

구름이 짙게 끼어 혜성을 살필 수가 없다.

- 1682년 : 조선 숙종 때로 혜성 출현 다음날 숙종은 신하들에게 혜성의 변고를 두려워한다는 뜻을 알리고, 형조판서에게 감옥의 죄수를 속히 판결하라는 지시를 내렸다.
- 1759년 : 조선 영조 때로 영조가 건강상의 이유로 사도세자에게 대리청정을 맡기고 있던 시기였는데, 혜성의 계속된 출현으로 천체의 재앙을 늦추는 방도는 오직 세자 저하께서 몸을 돌이켜 수성하는 데 있을 것이라는 요지의 상소가 올라왔다. 이에 사도세자는 따르겠다는 표시를 하였으나, 2년 후 영조 몰래 궁궐을 빠져나가 유람을 즐기는 등 계속되는 돌발 행동이 있었다. 그로 인해 영조의 불신은 더욱 커져 결국 1762년 뒤주에 갇혀 사망에 이른다.
  - 《성변등록》: 이것은 천문학, 지리학 등의 사무를 맡았던 관상감의 업무용 기록인데 1759년의 혜성 출현을 상세히 기록하고 있다. 혜성의 이동 경로, 꼬리 길이, 모양, 색깔까지 그림으로 상세히 묘사하고 있어 세계적으로도 소중한 자료에 속한다.
- 1835년 : 조선 헌종 때로 혜성의 출현을 차분하고 과학적으로 대응한 것으로 보인다. 조선왕조실록에는 다음의 기록이 남아 있다.

혜성이 저녁에 나타났는데 빛은 희고 꼬리의 길이는 2척 가량이었으며 북극과의 거리가 32도였다. 또 4경에 혜성이 서쪽으로 사라졌는데, 헌종은 측후관을 임명하여 윤번으로 숙직하게 했다.

- 1910년 4월 20일: 대한제국 순종 때로 일본인의 주관으로 편찬된 조선왕조실록에는 혜성의 출현을 기록하지 않았다.

## 같이 보기
- 케플러 궤도

## 참고 자료
- 사육신을 궁지로 몰아넣은 핼리혜성 (상·하), 《사이언스타임즈》, 2008년 7월 31일, 2008년 8월 7일